# Economia de Burundi

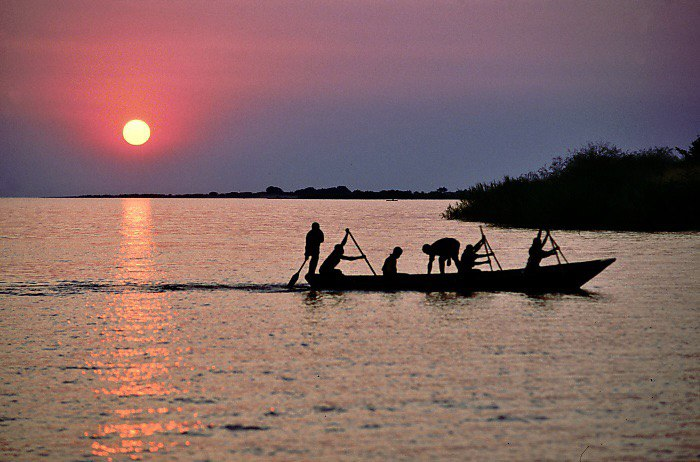
Pescadors a la vora del llac Tanganyika.

Burundi és un país petit, sense litoral i amb pocs recursos naturals. La principal activitat econòmica del país és l'agricultura, on treballa aproximadament 90% de la seva població econòmicament activa.
L'economia de Burundi gira al voltant de l'agricultura, que és el principal sector i el que ocupa la major part de la població, però també té una de les majors reserves de níquel del món. Principalment a causa de les guerres, la inestabilitat i els moviments de població (refugiats) que això comporta, difícilment pot aprofitar els seus recursos.
Per intentar créixer, es va adherir a la COMESA, un grup de la Comunitat Econòmica Africana i anteriorment a la Comunitat de l'Àfrica de l'Est, una organització que cerca la creació d'una zona de lliure comerç a la regió que estimuli els intercanvis.

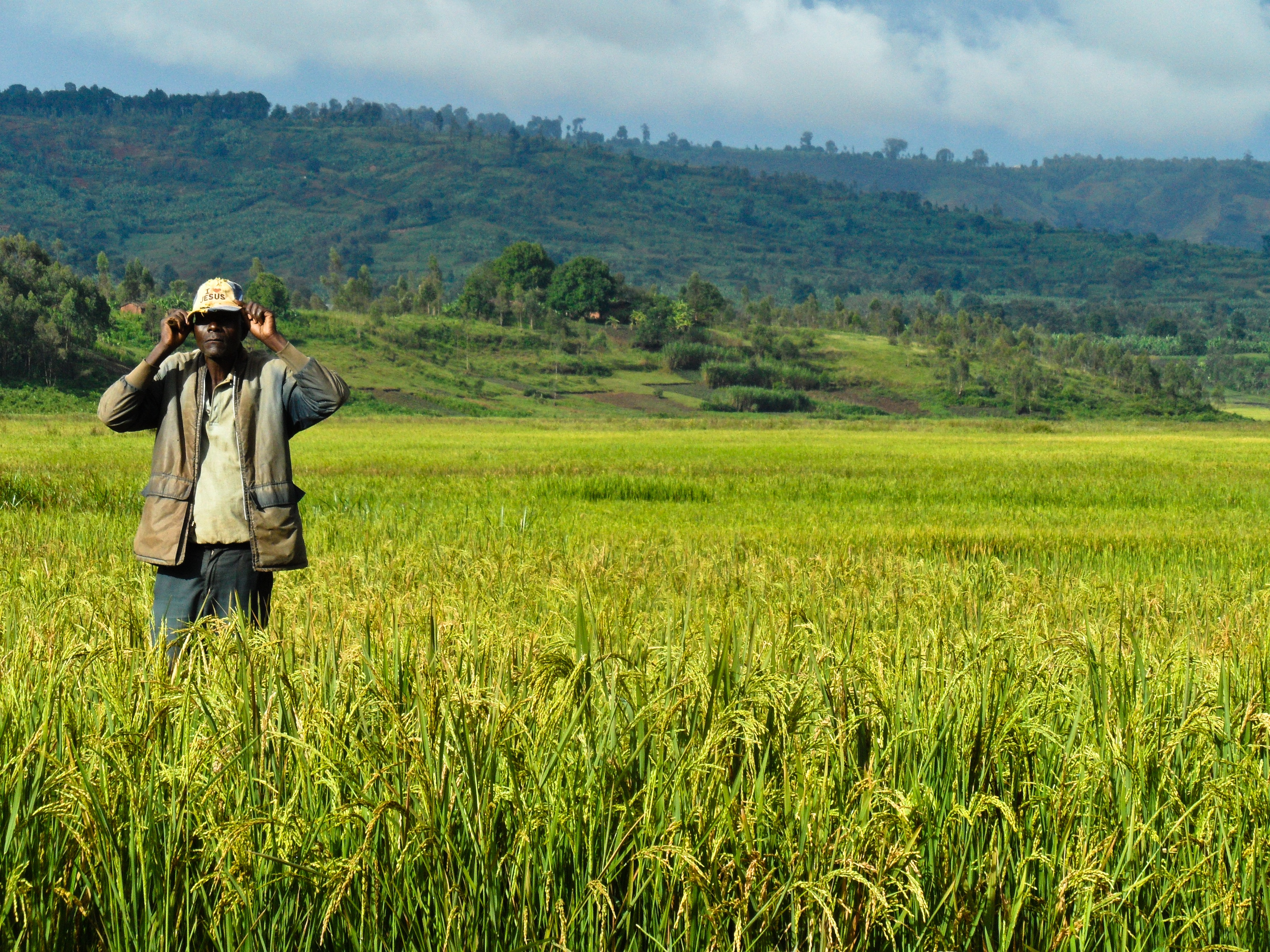
Plantació d'arròs en Burundi.

Burundi és un dels països més pobres del món, degut en part a la manca de costa, al seu sistema jurídic deficient, al pobre accés a l'educació, i a la proliferació del VIH/SIDA. Aproximadament el 80% de la població viu sota el llindar de pobresa. Fams i escassetat d'aliments han ocorregut al llarg de la història de Burundi, especialment al segle xx, i d'acord amb el Programa Mundial d'Aliments, el 56,8% dels nens de menys de 5 anys pateixen desnutrició crònica. Un estudi científic que va abastar 178 nacions, va determinar que la població de Burundi és la que menys satisfacció amb la seva vida posseeix. Com a resultat de la seva pobresa, Burundi depèn econòmicament d'ajudes estrangeres.
L'economia burundesa gira entorn de l'agricultura, que va representar el 58% del PIB l'any 1997. L'agricultura de subsistència representa al seu torn el 90% de l'agricultura. La font d'ingressos més important és el cafè, que conforma el 93% de les exportacions. Altres productes derivats de l'agricultura són el cotó, el te, el blat de moro, el sorghum, les batates, les bananes, la mandioca; la carn bovina, la llet i les pells. Alguns dels recursos naturals de Burundi són l'urani, el níquel, el cobalt, el coure i el platí. A més del cultiu, altres indústries existents inclouen: assemblat de components estrangers, obres públiques i béns de consum com mantes, sabates i sabó.
La moneda del país és el franc de Burundi; i al desembre de 2009, 1.235 francs de Burundi eren equivalents a un dòlar americà. Burundi és un dels membres de la Comunitat Africana Oriental, i també membre potencial de la futura Federació de l'Àfrica Oriental.